# Агата Зубель
Агата Зубель (25 січня 1978, Вроцлав, Польща) — польська композиторка і співачка.

## Біографія
Агата Зубель закінчила Вроцлавську музичну школу імені Кароля Шимановського та Музичний університет імені Кароля Ліпіньського, де навчалася композиції у Яна Віхровського. Агата Зубель є членом Молодіжного гуртка Спілки композиторів Польщі та отримує стипендію Міністерства культури та національної спадщини. Наразі вона викладає в Академії музики у Вроцлаві (доктор філософії). У 2013 році вона була відзначена Міжнародною трибуною композиторів Міжнародної музичної ради найкращим титулом композиції для Not I, який вона написала для сопрано, інструментального ансамблю та електроніки.

## Вибрані твори
- Lumiere pour percussion, (1997)
- Ноктюрн для скрипки-соло (1997)
- Три мініатюри для фортепіано (1998)
- День народження змішаного акапельного хору на слова Віслави Шимборської (1998)
- Пісня про кінець світу для голосу, декламатора та інструментального ансамблю на слова Чеслава Мілоша (1998)
- Роздуми для змішаного акапельного хору на слова Яна Твардовського (1999)
- Рагнатела для фаготу і струнного оркестру (1999)
- Лудія та Фу для соло-гітари (1999)
- Балада для голосу, перкусії та стрічки (1999)
- Фотографії з альбому для Маримби та струнного квартету, (2000)
- Trivellazione a percussione for percussion (2000)
- Повторний цикл для п'яти перкусіоністів (2001)
- Сочевиця для струнного оркестру, голос та акордеон, (2001)
- Симфонія № 1 для оркестру (2002)
- Нелумбо для чотирьох маримб (2003)
- Unisono I для голосу, перкусії та комп'ютера (2003)
- Unisono II для голосу, баяна та комп’ютера (2003)
- Концерт "Гросо" для магнітофона, барокової скрипки, клавесина та двох хорів (2004)
- Історії для голосу та підготовленого фортепіано (2004)
- Симфонія No2 для 77 виконавців (2005)
- Струнний квартет No1 для чотирьох віолончелей та комп'ютера (2006)
- Максимальне навантаження для перкусії та комп'ютера (2006)
- Каскандо для голосу, флейти, кларнета, скрипки та віолончелі (2007)
- над піснями [З пісень] для Сопрана (Mezzosopran), віолончелі соло, змішаного хору та оркестру, (2007)
- Між - опера / балет для голосу, електроніки та танцюристів (2008)
- Симфонія № 3 для подвійного дзвонового трубного симфонічного оркестру, (2010)
- Афоризми на Мілоша, (2011)